# 渡辺由美子 (NPO代表)
渡辺 由美子（わたなべ ゆみこ）は、NPO法人キッズドア代表理事。

## 来歴
千葉大学工学部出身。大手百貨店、出版社を経て、フリーランスのマーケティングプランナーとして活躍。2000年から2001年にかけて、家族でイギリスに移住し、「社会全体で子どもを育てる」ことを体験する。準備期間を経て、2007年任意団体キッズドアを立ち上げる。2009年内閣府の認証を受け、特定非営利活動法人キッズドアを設立。日本の全ての子どもが夢と希望を持てる社会を目指し、活動を広げている。2020年には内閣府の嶋田裕光子ども・子育て本部統括官らと、赤坂御所で天皇及び皇后に子どもの貧困問題などの進講を行った。

## 出演

### ネット番組
- ポリタスTV（YouTube、2020年11月5日）